# Kepler-50 b
Kepler-50 b est une exoplanète orbitant autour de l'étoile Kepler-50, elle a été découverte en 2012.